# نيفيو سكالا
نيفيو سكالا (بالإيطالية: Nevio Scala)‏ (مواليد 22 نوفمبر 1947 بمدينة لونزو أستينو بمقاطعة بادوفا في إيطاليا) هو لاعب ومدرب كرة قدم سابق، يشغل حالياً منصب نادي بارما الإيطالي. بدأ سكالا مسيرته كلاعب كرة قدم في أكاديمية إيه سي ميلان، ولعب سكالا لعدة أندية إيطالية، لكن حصل على كل ألقابه مع نادي إيه سي ميلان. أما خلال مسيرته كمدرب كرة قدم فقد عُرف عنه أنه قائد الجيل الذهبي لنادي بارما في فترة التسيعينات والتي شهدت قيادة الفريق من الدوري ب إلى العديد من الانتصارات الأوروبية، حيث فاز معهم ب 4 ألقاب وحل وصيفاً 3 مرات خلال 7 سنوات قضاها مع نادي بارما.

## الإنجازات

### كلاعب
ميلان
- الدوري الإيطالي الدرجة الأولى (1): 1967–68
- دوري أبطال أوروبا (1): 1968–69
- كأس الكؤوس الأوروبية (1): 1967–68

### كمدرب
بارما
- كأس إيطاليا (1): 1991–92; الوصيف 1994–95
- كأس الكؤوس الأوروبية (1): 1992–93; الوصيف 1993–94
- كأس السوبر الأوروبي (1): 1993
- كأس الاتحاد الأوروبي (1): 1994–95
- كأس السوبر الإيطالي: الوصيف 1992, 1995

بوروسيا دورتموند
- كأس الإنتركونتيننتال (1): 1997

شاختار دونستيك
- الدوري الأوكراني الممتاز (1): 2001–02
- كأس أوكرانيا (1): 2001–02

سبارتاك موسكو
- كأس روسيا: 2002–03
- كأس السوبر الروسي: الوصيف 2004

## روابط خارجية
- نيفيو سكالا على موقع قاعدة بيانات كرة القدم.إي يو (الإنجليزية)
- نيفيو سكالا على موقع Soccerbase.com (لاعب) (الإنجليزية)
- نيفيو سكالا على موقع عالم كرة القدم.نت (الإنجليزية)